# Franciszek Sawicki (pułkownik)
Franciszek Sawicki (ur. 25 listopada 1925 w Grodnie, zm. 22 października 1992 w Zgierzu) – polski oficer Wojsk Ochrony Pogranicza, pułkownik ludowego Wojska Polskiego.

## Życiorys
Pochodził z rodziny robotniczej. Szkołę powszechną 7-klasową ukończył w 1939 roku w Grodnie, następnie w latach 1951–1956 Liceum Ogólnokształcące w Kętrzynie. Do ludowego Wojska Polskiego wstąpił 20 maja 1943 roku. W dniu 13 października 1943 roku brał udział w bitwie pod Lenino w stopniu szeregowego. 5 grudnia 1943 roku ukończył Oficerską Szkołę Piechoty nr 1 w Riazaniu. Jako dowódca kompanii 4 pułku piechoty, dowódca plutonu strzeleckiego 6 pułku piechoty oraz dowódca kompanii szkolnej batalionu szkolnego 2 Dywizje Piechoty im. Henryka Dąbrowskiego brał udział w walkach od Wisły aż do Łaby w okresie od 20 sierpnia 1944 roju do 9 maja 1945 roku. W dniu 3 listopada 1946 roku ukończył Centrum Wyszkolenia Piechoty, obejmując następnie funkcję komendanta szkoły podoficerskiej 4 pułku piechoty, a w 1947 roku komendanta szkoły podoficerskiej 18 pułku piechoty. W lutym 1947 rozpoczął służbę w Wojskach Ochrony Pogranicza na stanowisku dowódcy 31 Batalionu Ochrony Pogranicza w 15 Brygadzie Ochrony Pogranicza. W 15 brygadzie służył do 1953 roku, kiedy został przeniesiony do Oficerskiej Szkoły Wojsk Ochrony Pogranicza na stanowisko wykładowcy cyklu ogniowego. W sierpniu 1960 roku ukończył studia w Akademii Sztabu Generalnego WP. Od dnia 1 września 1960 do 5 października 1961 roku pełnił obowiązki komendanta Oficerskiej Szkoły Wojsk Ochrony Pogranicza w Kętrzynie. Następnie służył w Dowództwie WOP w Warszawie oraz w Departamencie Spraw Obronnych Ministerstwa Budownictwa i Przemysłu Materiałów Budowlanych. W dniu 3 lipca 1974 roku zakończył zawodową służbę wojskową i przeszedł w stan spoczynku.

## Odznaczenia
- Srebrna Odznaka Honorowa „Za Zasługi dla Warszawy” (17 stycznia 1963)[1]